# دالنيغورسك
دالنيغورسك (بالروسية: Дальнегорск) هي إحدى مدن روسيا في الكيان الفدرالي الروسي بريمورسكي كراي.

## أعلام
- إيلينا ميلاشينا
- نيكولاي شين